# Scott Cawthon
Scott Cawthon (Houston, Texas, 1978. –) amerikai független videójáték-tervező, kiadó, animátor és író. Legismertebb munkája a Five Nights at Freddy’s franchise. Cawthon készített több kevésbé ismert játékot is, ezek közül néhány: Chipper & Son's Lumber Co., The Desolate Hope, és There is No Pause Button. Régebben több keresztény animációt is alkotott, például A Christmas Journey és a Pilgrim's Progress. Scott az Autodesk 3ds Max és Clickteam Fusion 2.5 programot használta a Five Nights at Freddy's játékok elkészítéséhez.

## Magánélete
Scott Cawthon az Amerikai Egyesült Államokban született és nőtt fel. Salado városában, Texasban él a feleségével és a gyerekeivel. Keresztény vallású, és korábban a Hope Animation tagja volt, akik köztudottan keresztény animációkat készítenek.

## Karrier
Az, hogy Cawthon mikor kezdte a videójáték- és animációkészítést, ismeretlen, de feltehetőleg az 1990-es évek végén. Az első játékai a 2000-es évek elején jelentek meg, a legelső ismert a 2002-es RPG Max. Később csatlakozott a Hope Animations-hoz, ahol gyerekek számára készített keresztény témájú animációkat.
2007. március 19-én Cawthon feltöltötte az első részt a nyolcrészes sorozatából, a The Pilgrim's Progress-ből a YouTube csatornájára. Miután befejezte a The Pilgrim's Progresst, videójátékokat kezdett készíteni, ezek a Sit N' Survive, a Chipper & Son's Lumber Co. és a Desolate Hope. Néhány ezek közül zöld utat kapott a Steam-en. Míg a Desolate Hope nagy sikereket ért el, a Chipper & Son's Lumber Co. játék negatív kritikákat kapott a karakterek kinézete és mozgása miatt, mivel azok nem valódi állatokra, hanem animatronik karakterekre hasonlítottak. Cawthon a kritikák miatt majdnem abbahagyta a videojáték-fejlesztést, de végül ezekből a negatív kritikákból született meg a Five Nights at Freddy’s.
2014. július 24-én a Five Nights at Freddy's felkerült az IndieDB oldalra, ahol hamar népszerűvé vált. 2014. augusztus 13-án a Desurára, 2014. augusztus 18-án pedig a Steam-re is feltette a készítő. A játékot a legtöbben pozitívan értékelték, és népszerű lett a YouTube videómegosztón is. Cawthon ezután úgy döntött, folytatja a játékot.
A játék második része 2014. novemberében, a harmadik 2015. márciusában, a negyedik 2015. júniusában, az ötödik pedig 2016 októberében jelent meg. A negyedik játék kapott egy halloween témájú kiegészítést 2015. október 31-én.
2015 decemberében jelent meg a Scott Cawthon és Kira-Breed Wresley által írt könyv, a Five Nights at Freddy’s: The Silver Eyes. Ennek a könyvnek a folytatása, a Five Nights at Freddy's: The Twisted Ones 2017. júniusában jelent meg.
A Five Nights at Freddy's játékokhoz készült egy spin-off játék is, a FNaF World szerepjáték, ami 2016 januárjában jelent meg.
Scott Cawthon el akarta készíteni még a hatodik részt is, de egyből le is lombozott mindenkit, mert bejelentette: nem fog elkészülni a hatodik felvonás. Az ok egyszerű: nem akarja megcsinálni. Ehelyett megcsinálta a Freddy Fazbear’s Pizzeria Simulator-t. A Steamen közzétett nyilatkozatában kifejtette: már nem igazán élvezi e sorozat fejlesztését, mert túl nagy a nyomás rajta a rajongók támasztotta elvárások miatt, és érzése szerint ezeknek az elvárásoknak már nem is tudna megfelelni. Főleg mert ő maga nem élvezi a munkát. Szeretne visszatérni oda, ahonnan kezdte, arra a pontra, amikor élvezett volt számára a játékfejlesztés. 2018.Júniusában elkészítette az Ultimate Custom Night videójátékot is, ami a Freddy Fazbear’s Pizzeria Simulator DLC-je lett volna, de végül egy külön játék lett belőle,emellett ez az utolsó Five Nights At Freddy's játék, amit készített. 2021. június 17-én bejelentette, hogy nyugdíjba vonul, a játék fejlesztését pedig egy olyan személynek adja át, akiben megbízik.[forrás?]

## Filmjei

### 2003
- Birdvillage
- A Mushsnail Tale
- Return To Mushsnail: The Legend of The Snowmill

### 2005
- Noah's Ark: Story of The Biblical Flood
- The Pilgrim's Progress
- A Christmas Journey: About the Blessings God Gives

### 2010
- Bible Plays (sorozat)
- The Jesus Kids Club (sorozat)

### 2023
- Five Nights at Freddy's (2023)

## Játékai

### 2002
- RPG Max

### 2003
- Bogart (PC)
- Bogart 2: Return of Bogart (PC)
- Lost Island (PC)
- Elemage: (Wizard's RPG) (PC)
- Gunball (PC)
- Stellar Gun (PC)
- Ships of Chaos (PC)
- Legacy of Flan (PC)
- Legacy of Flan 2: Flans Online (PC)
- Legacy of Flan 3: Storm of Hades (PC)
- RPG Max 2 (PC)

### 2004
- Flanville
- Junkyard Apocalypse
- Moon Minions: (Robots' RPG)

### 2005
- Flanville 2
- Metroid: Ripped Worlds: (Metroid Fangame)
- Legend of White Whale
- Chup's Quest

### 2006
- The Misadventures of Sigfreid The Dark Elf on Tuesday Night

### 2007
- M.O.O.N.
- Legacy of Flan 4: Flan Rising
- The Desolate Room

### 2008
- Iffermoon
- Weird Colony

### 2011
- The Powermon Adventure!
- Doomsday Picnic RPG
- The Pilgrim's Progress
- Slumberfish! (PC)
- Slumberfish!: Catching Z's

### 2012
- The Desolate Hope
- Figther Mage Bard
- Slumberfish! (Mobile)
- Use Holy Water!
- There Is No Pause Button!

### 2013
- Chipper and Sons Lumber Co.
- Cropple
- Forever Quester
- Golden Galaxy
- 20 Useless Apps
- Aquatic Critters Slots
- Bad Waiter Tip Calculator
- Mafia! Slot Machine
- Pimp My Dungeon
- Platinum Slots Collection
- Rage Quit
- Scott's Fantasy Slots
- Spooky Scan
- Vegas Fantasy Jackpot
- Vegas Fantasy Slots
- Vegas Wild Slots

### 2014
- Fart Hotel
- Pogoduck
- Gemsa
- 8-Bit RPG Creator
- Shell Shatter
- Chubby Hurdles
- Sit 'N Survive
- Kitty in the Crowd
- Bible Story Slots
- Dark Prisms
- Hawaiian Jackpots
- Jumbo Slots Collection
- Magnum Slots Collection
- V.I.P. Woodland Casino

- Five Nights at Freddy’s (2014)
- Five Nights at Freddy’s 2 (2014)

### 2015
- Five Nights at Freddy’s 3 (2015)
- Five Nights at Freddy’s 4 (2015)

### 2016
- FNaF World (2016)
- Five Nights at Freddy’s: Sister Location (2016)

### 2017
- Freddy Fazbear's Pizzeria Simulator (2017)

### 2018
- Ultimate Custom Night (2018)

### 2019
- Five Nights at Freddy's: Help Wanted (2019)
- Five Nights at Freddy's: Special Delivery (2019)

### 2021
- Five Nights at Freddy's: Security Breach (2021)

### 2023
- Five Nights at Freddy's: Help Wanted 2 (2023)

### 2024
- Five Nights at Freddy's: Into the Pit (2024)

### 2025
- Five Nigth at Freddy's: Secret of the Mimic (2025)

### FNaF Troll Játékok
- FNaF 3 Troll Game (2015)
- FNaF World: Halloween Edition (2016)
- FNaF: SL Mature Edition (2016)

## Könyvei

### Megjelent
- Five Nights at Freddy’s: The Silver Eyes (2015)
- Five Nights at Freddy's: The Twisted Ones (2017)
- Five Nights at Freddy's:The Freddy Files (2017)
- Five Nights at Freddy's: Survival Logbook (2017)
- Five Nights at Freddy's: The Fourth Closet (2018)
- Art with Edge: Five Nights at Freddy's (2018)
- Five Nights at Freddy's: The Freddy Files Updated Edition (2019)
- Five Nights at Freddy's: Fazbear Frights: Into the Pit (2019)
- Five Nights at Freddy's: Fazbear Frights: Fetch (2020)
- Five Nights at Freddy's: Fazbear Frights: 1:35 A.M. (2020)
- Five Nights at Freddy's: Fazbear Frights: Step Closer (2020)
- Five Nights at Freddy's: Fazbear Frights: Bunny Call (2020)
- Five Nights at Freddy's: Fazbear Frights: Blackbird (2020)
- The Official Five Nights at Freddy's Coloring Book (2021)
- Five Nights at Freddy's: Fazbear Frights: The Cliffs (2021)
- Five Nights at Freddy's: Fazbear Frights: Gumdrop Angel (2021)
- Five Nights at Freddy's: Fazbear Frights: The Puppet Carver (2021)
- Five Nights at Freddy's: Fazbear Frights: Friendly Face (2021)
- Five Nights at Freddy's: Fazbear Frights: Prankster (2021)
- Five Nights at Freddy's: The Ultimate Guide (2021)
- The Official Five Nights at Freddy's How to Draw Book (2022)
- Five Nights at Freddy's: Fazbear Frights: Felix the Shark (2022)
- Five Nights at Freddy's: Tales from the Pizzaplex: Lally's Game (2022)
- Five Nights at Freddy's: Tales from the Pizzaplex: HAPPS (2022)
- Five Nights at Freddy's: Security Breach Files (2022)
- Five Nights at Freddy's: Tales from the Pizzaplex: Somniphobia (2022)
- Five Nights at Freddy's: Tales from the Pizzaplex: Submechanophobia (2022)
- Five Nights at Freddy's Official Character Encyclopedia (2023)
- Five Nights at Freddy's: Tales from the Pizzaplex: The Bobbiedots Conclusion (2023)
- Five Nights at Freddy's: Tales from the Pizzaplex: Nexie (2023)
- Five Nights at Freddy's: Tales from the Pizzaplex: Tiger Rock (2023)
- Five Nights at Freddy's: Tales from the Pizzaplex: B7-2 (2023)
- The Official Five Nights at Freddy's Cookbook (2023)
- Five Nights at Freddy's: The Official Movie Novel (2023)
- Five Nights at Freddy's: Security Breach Files Updated Edition (2024)
- Five Nights at Freddy's: VIP (2024)
- The Official Five Nights at Freddy's Glow-in-the-Dark Coloring Book (2024)
- Five Nights at Freddy's: The Week Before (2024)
- Five Nights at Freddy's: Return to the Pit (2024)
- Five Nights at Freddy's: Escape the Pizzaplex (2025)
- The Official Five Nights at Freddy's Stickerpedia (2025)